# Elasmognathus
Elasmognathus is een geslacht van wantsen uit de familie van de Tingidae (Netwantsen). Het geslacht werd voor het eerst wetenschappelijk beschreven door Franz Xaver Fieber in 1844.

## Soorten
Het genus bevat de volgende soorten:

- Elasmognathus auriculatus Péricart, 1985
- Elasmognathus fieberi Stål, 1855
- Elasmognathus helferi Fieber, 1844
- Elasmognathus laosensis Guilbert, 2007
- Elasmognathus tansaniellus Göllner-Scheiding, 2010